# Psapharochrus juno
Psapharochrus juno är en skalbaggsart som först beskrevs av Fisher 1938.  Psapharochrus juno ingår i släktet Psapharochrus och familjen långhorningar.
Artens utbredningsområde är Paraguay. Inga underarter finns listade i Catalogue of Life.